# Masia Quer
La Masia Quer és una masia del municipi de Bagà (Berguedà) inclosa en l'Inventari del Patrimoni Arquitectònic de Catalunya.

## Descripció
És una masia orientada a migdia d'estructura coberta a dues aigües amb teula àrab. Està organitzada en planta baixa, dos pisos superiors i golfes. Destaca el gran nombre d'obertures, arcs de mig punt alineats amb la resta. El parament és a base de carreus de pedra sense desbastar units amb morter i deixats a la vista. Fou bastida al segle xviii i segueix l'esquema clàssic de les masies, incorporant elements de les cases senyorials tals com la gran quantitat de finestrals d'arc de mig punt amb balcons de ferro forjat, finestres allindanades i diferenciació de nivells mitjançant una cornisa.

## Història
El lloc de Quer és documentat des del 984, com un dels límits parroquials de l'església de Sant Miquel de Sant Llorenç prop de Bagà. La masia s'esmenta el 1384 i fou habitada durant tota l'època medieval i moderna. L'actual construcció és de finals del s. XVIII.